# Concatedral de San Juan Bautista (Aire-sur-l'Adour)
La concatedral de San Juan Bautista o simplemente catedral de Aire-sur-l'Adour (en francés: Co-cathédrale Saint-Jean-Baptiste) es una catedral católica en la ciudad de Aire-sur-l'Adour en el departamento de Landas. Es un monumento histórico de Francia.
Fue la antigua sede del obispo de Aire. Suprimida como catedral durante la Revolución Francesa, fue restaurada en las reformas de principios del siglo XIX como sede de la diócesis combinada de Aire y Dax. En 1933 el obispo se trasladó a Dax, y fue cuando la catedral de Aire obtuvo el estatus de concatedral junto con la catedral de Dax.
La catedral, dedicada a San Juan Bautista, está situada en la ciudad baja, donde vivían los obispos. Es una edificación de los siglos XI y XII, aunque fue objeto de muchas alteraciones entre los siglos XIV y XVII y su actual apariencia muestra una gran variedad de estilos. La gran rotonda de la cabecera es especialmente notable.
La severa fachada del siglo XIII, coronada por una torre con techo de pizarra, tiene una sencilla portada con arco apuntado. La actual sacristía es una casa capitular del siglo XIV, con una bóveda gótica sostenida por pilares centrales; es de construcción tolosana y evoca las "palmeras" de los dominicos. La nave tiene bóvedas ojivales del siglo XIV.

## Véase también

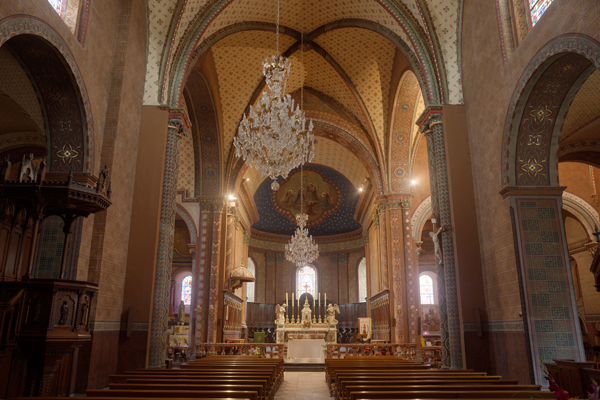
Vista interna